# Mindre sånglärka
Mindre sånglärka (Alauda gulgula) är en asiatisk tätting i familjen lärkor.

## Kännetecken

### Utseende
Mindre sånglärka är mycket lik sånglärkan med gråbrunspräcklig ovansida, streckat bröst som avslutar tvärt mot den vita buken samt en trubbig tofs som den kan resa. Denna art är dock som namnet avslöjar mindre (14-16 centimeter jämfört med sånglärkans 16-18), något mer kortstjärtad och långnäbbad samt har kortare handpenneprojektion. Den har också ofta tydligt rosttonade kanter på handpennorna. Vidare är både vingbakkant och yttre stjärtpennor inte lika ljusa. I flykten kan den unikt för arten sträcka hals.

### Läten
Mindre sånglärkans lockläte som den yttrar i flykten skiljer sig tydligt från sånglärkans, ett mekaniskt och surrande dzzzrt. Även ett ladusvalelikt plipp hörs. Sången framförs likt sånglärkan i kringdragande sångflykt, men är torrare och mer enformig.

## Utbredning och systematik
Mindre sånglärka häckar i ängsmarker och jordbruksbygd i Centralasien och Sydasien. Nordliga populationer är kortflyttare, sydliga stannfåglar. Den delas vanligen in i åtta underarter med följande utbredning:
- Alauda gulgula inconspicua – förekommer från Kaspiska havet till Turkmenistan, Iran, Afghanistan och nordvästra Indien
- Alauda gulgula lhamarum – förekommer från Pamirbergen och västra Himalaya (Kashmir till norra Punjab)
- Alauda gulgula weigoldi – förekommer i östra Kina (Shandong till södra Shaanxi och centrala Sichuan)
- Alauda gulgula inopinata – förekommer på Tibetanska platån samt i östra Qinghai, Gansu och sydvästra inre Mongoliet
- Alauda gulgula vernayi – förekommer i östra Himalaya och angränsande Kina (sydöstra Xizang och västra Yunnan)
- Alauda gulgula gulgula – förekommer från östra Indien till Sri Lanka och Indokina
- Alauda gulgula coelivox – förekommer från sydöstra och södra Kina till norra Vietnam samt på Hainan
- Alauda gulgula wattersi – förekommer på Taiwan och i Filippinerna

Vissa urskiljer ytterligare fem underarter:
- Alauda gulgula dharmakumarsinhjii – förekommer i västcentrala Indien
- Alauda gulgula australis – förekommer i sydvästra Indien
- Alauda gulgula sala – förekommer på ön Hainan utanför sydöstra Kina
- Alauda gulgula herberti – förekommer från centrala och sydöstra Thailand till södra Vietnam
- Alauda gulgula wolfei – förekommer på Luzon i norra Filippinerna

Under flyttning och vintertid ses den även i Bahrain, Israel, Kuwait, Oman, Saudiarabien och Förenade Arabemiraten. Tillfälligt har den påträffats i Azerbajdzjan, Egypten, Libanon och Jordanien, men även Ryssland och Malaysia.

## Levnadssätt
Mindre sånglärka hittas i gräsmarker och jordbruksbygd, ofta nära vatten. Den födosöker på marken i par eller småflockar på jakt efter ryggradslösa djur och frön. Fågeln häckar på marken.

## Status och hot
Arten har ett stort utbredningsområde och en stor population, men tros minska i antal på grund av habitatförlust, dock inte tillräckligt kraftigt för att den ska betraktas som hotad. Internationella naturvårdsunionen IUCN kategoriserar därför beståndet som livskraftigt (LC). Världspopulationen har inte uppskattats, men den rapporteras vara vanlig i Pakistan, lokalt vanlig i Indien och ganska vanlig i Nepal.